# Mosteiro de Rongbuk

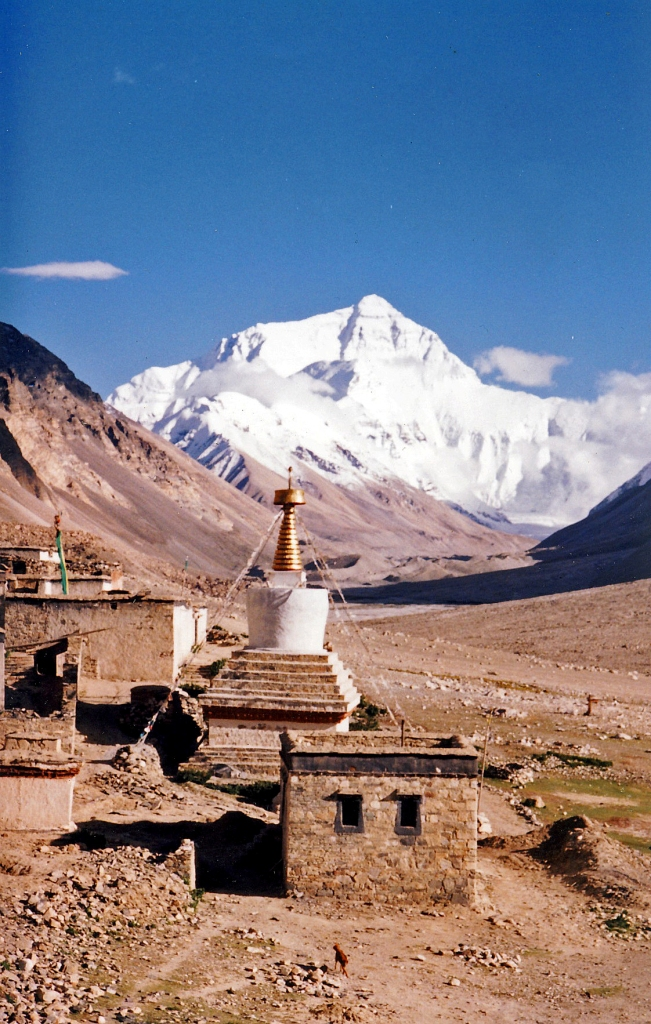
Monte Everest visto do mosteiro de Rongbuk

O mosteiro de Rongbuk (em tibetano: རྫ་རོང་ཕུ་དགོན་; Wylie: rdza rong phu dgon; no dialeto de Lassa: AFI: /Dza Rongbu Gon/; também escrito Rongpu, Rongphu, Rongphuk e Rong sbug (chinês: 绒布寺, pinyin: Róngbù Sì)) é um mosteiro budista tibetano da região de Nyingma da cidade de Basum, no Condado de Dingri, Shigatse, Região Autónoma do Tibete, República Popular da China. Nele vivem cerca de 30 monjes e 30 monjas budistas.

## Localização
O mosteiro encontra-se junto ao Glaciar de Rongbuk, a 4980 metros de altitude.  É o mosteiro mais alto do mundo, ficando apenas 200 metros abaixo do acampamento base norte do Monte Everest. O mosteiro é acessível a todos os veículos por caminho rural. Antes de existir este caminho, exploradores como George Mallory e Andrew Irvine tiveram que caminhar durante cinco semanas a partir de Darjeeling, nas colinas do sopé dos Himalaias do lado indiano, até chegar a este lugar.
Os escaladores devem passar por Rongbuk para chegar ao pico do Monte Everest pela vertente norte. Já foi descrito como um dos lugares com vistas mais espetaculares em todo o mundo, já que se podem ver os cumes do Shishapangma, Monte Everest, Cho Oyu, e os picos de Gyachung Kang. Um dos primeiros exploradores britânicos a visitar a zona, John Noel, descreveu-o como: "Algum arquiteto colossal, que construiu com picos e vales, parece ter aqui forjado um prodígio dramático - uma varanda à grandiosidade da montanha."
Envolto frequentemente em nuvens e nevoeiro, o grande pico do Everest já foi descrito tanto como "uma massa triangular ridícula" (por George Mallory) o "um capitel brilhante de rocha emcimado pela neve" e, por último (por Noel Odell), como "uma cabeça imponente de granito e gelo que se colocou ameaçadoramente sobre o Glaciar de Rongbuk, brilhando branco a seus pés".

## Arquitetura
Em frente ao Mosteiro há uma grande e redonda estupa com um varandim, contendo um relicário.

## Importância histórica, cultural e religiosa

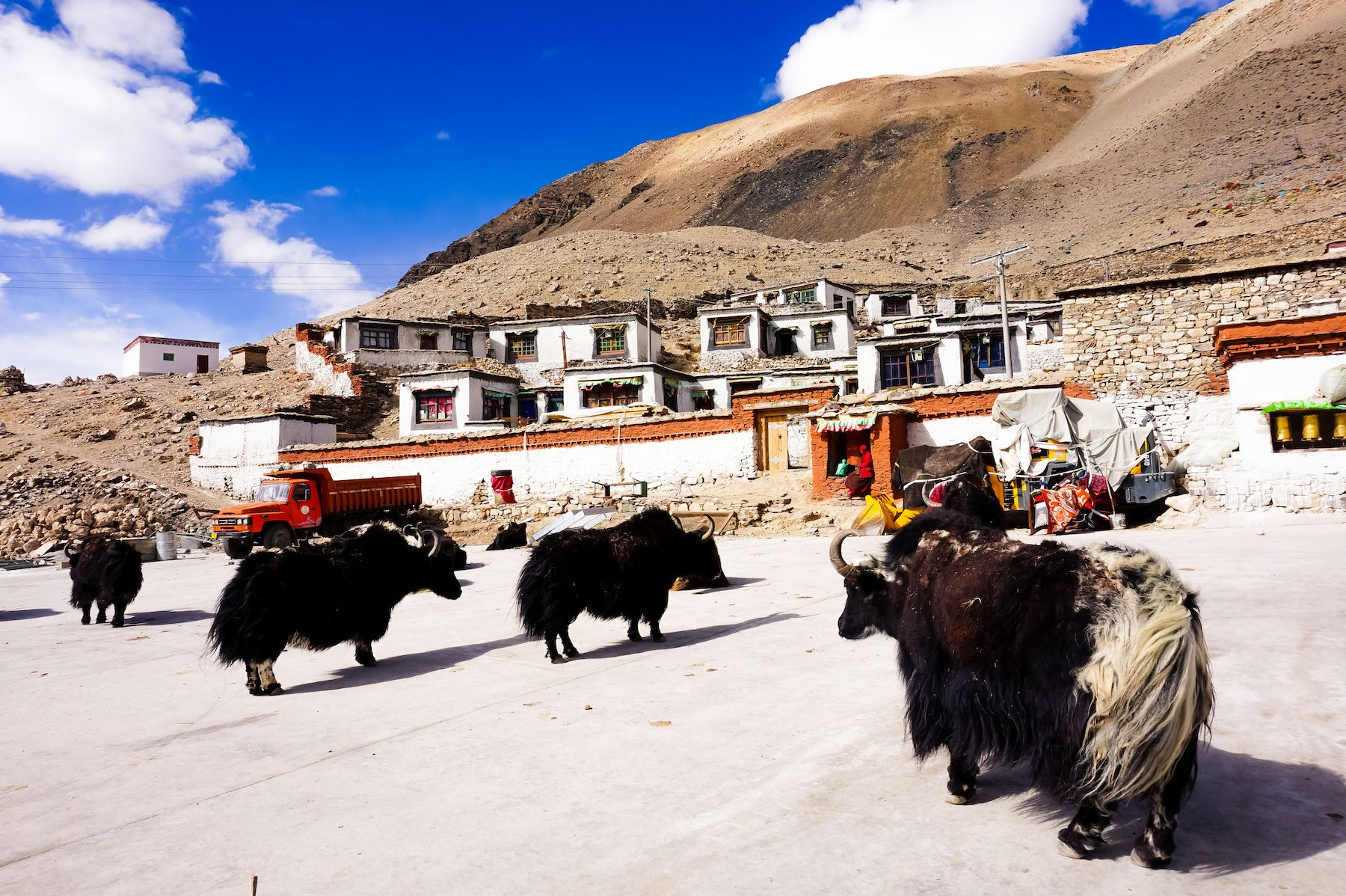
Vista do modesto mosteiro de Rongbuk com iaques

O mosteiro de Rongbuk foi fundado em 1902 pelo Nyingmapa Lama Ngawang Tenzin Norbu, numa área de cabanas e cavernas de meditação que estavam em uso por comunidades de freiras desde o século XVIII. As cavernas de meditação do eremitério pontilham as paredes do penhasco ao redor do complexo do mosteiro e sobem e descem o vale. Paredes de pedra de Mani, esculpidas com sílabas sagradas e orações, alinham os caminhos.
O fundador Rongbuk Lama, também conhecido como Zatul Rinpoche, era muito respeitado pelos tibetanos. Embora o Rongbuk Lama considerasse os primeiros escaladores como "hereges", deu-lhes a sua proteção e forneceu-lhes carne e chá, ao mesmo tempo em que rezava pela sua conversão. Foi o Rongbuk Lama quem deu a Namgyal Wangdi o nome de Ngawang Tenzin Norbu, ou Tenzing Norgay, quando criança.
Em épocas anteriores, o mosteiro tornara-se muito ativo com os ensinamentos budistas em certas épocas do ano. Foi, e é, destino de peregrinações budistas especiais, onde cerimónias anuais são realizadas para os espectadores vindos de lugares tão distantes como o Nepal e a Mongólia. Estas cerimónias foram compartilhadas com outros mosteiros no Himalaia, também fundados pelo Rongbuk Lama. Tais cerimónias continuam até hoje, nomeadamente no Mosteiro Sherpa em Tengboche.
O mosteiro de Rongbuk foi completamente destruído pelos excessos da Revolução Cultural da República Popular da China (1966-1976) em 1974, e ficou em ruínas durante vários anos, como registado pelo fotojornalista Galen Rowell em 1981.
O vasto tesouro de livros e trajes do mosteiro, que havia sido levado para a segurança de Tengboche, foi destruído num incêndio em 1989.
Desde 1983 tem havido trabalho de renovação e alguns dos novos murais são supostamente excelentes. Adjacente ao mosteiro há uma pousada básica e um restaurante pequeno mas aconchegante.
De acordo com Michael Palin, o mosteiro agora abriga 30 monges e 30 monjas budistas, mas outra fonte relata que os moradores dizem que há apenas cerca de 20 mulheres e 10 homens, embora anteriormente houvesse cerca de 500 monges e monjas a viver no local.
Em 2011, o Mosteiro de Rongbuk foi classificado no topo do 'Great Places to be a Recluse' da CNN.

## Imagens

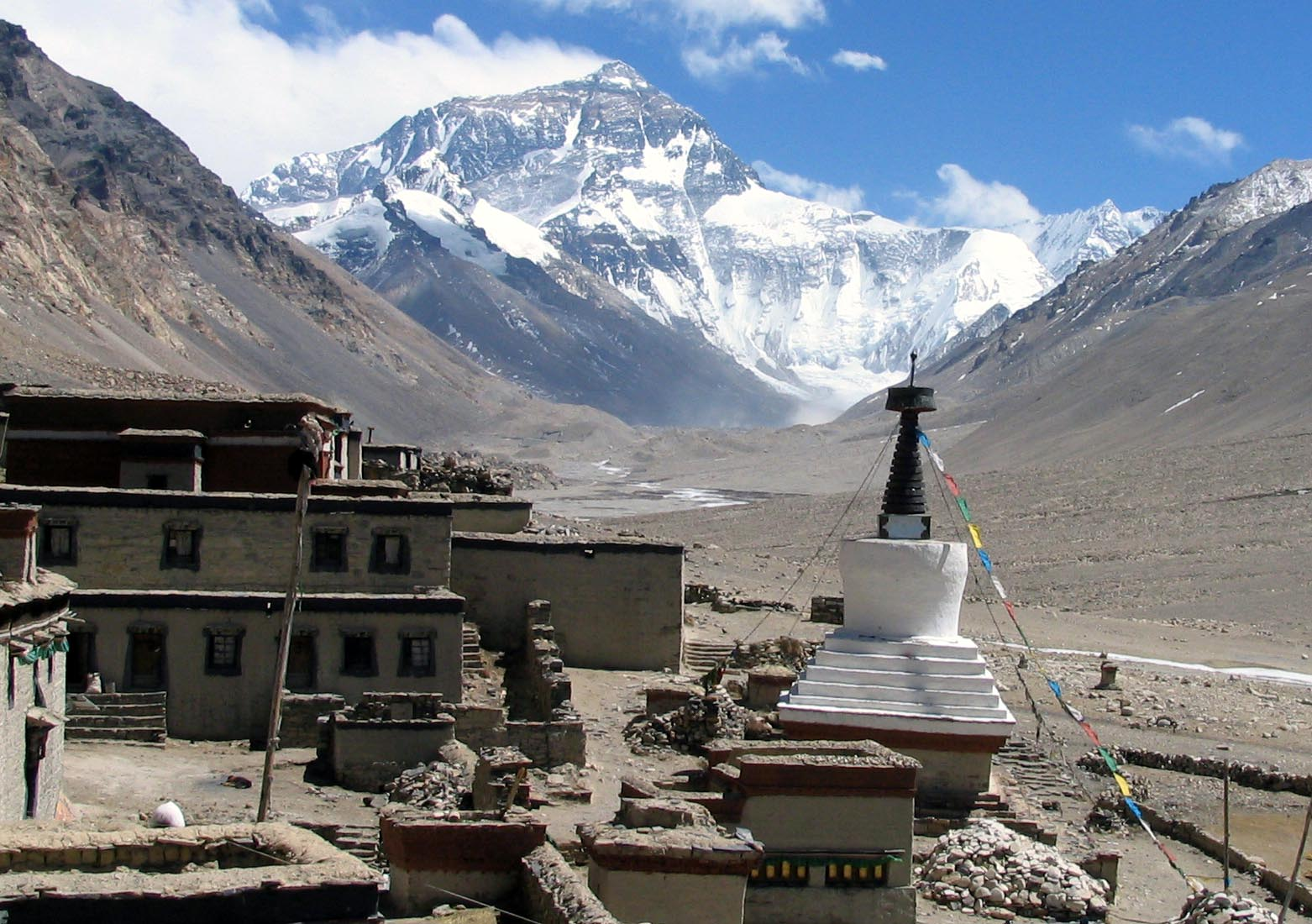
Mosteiro de Rongbuk, vale de Rongbuk e o monte Everest
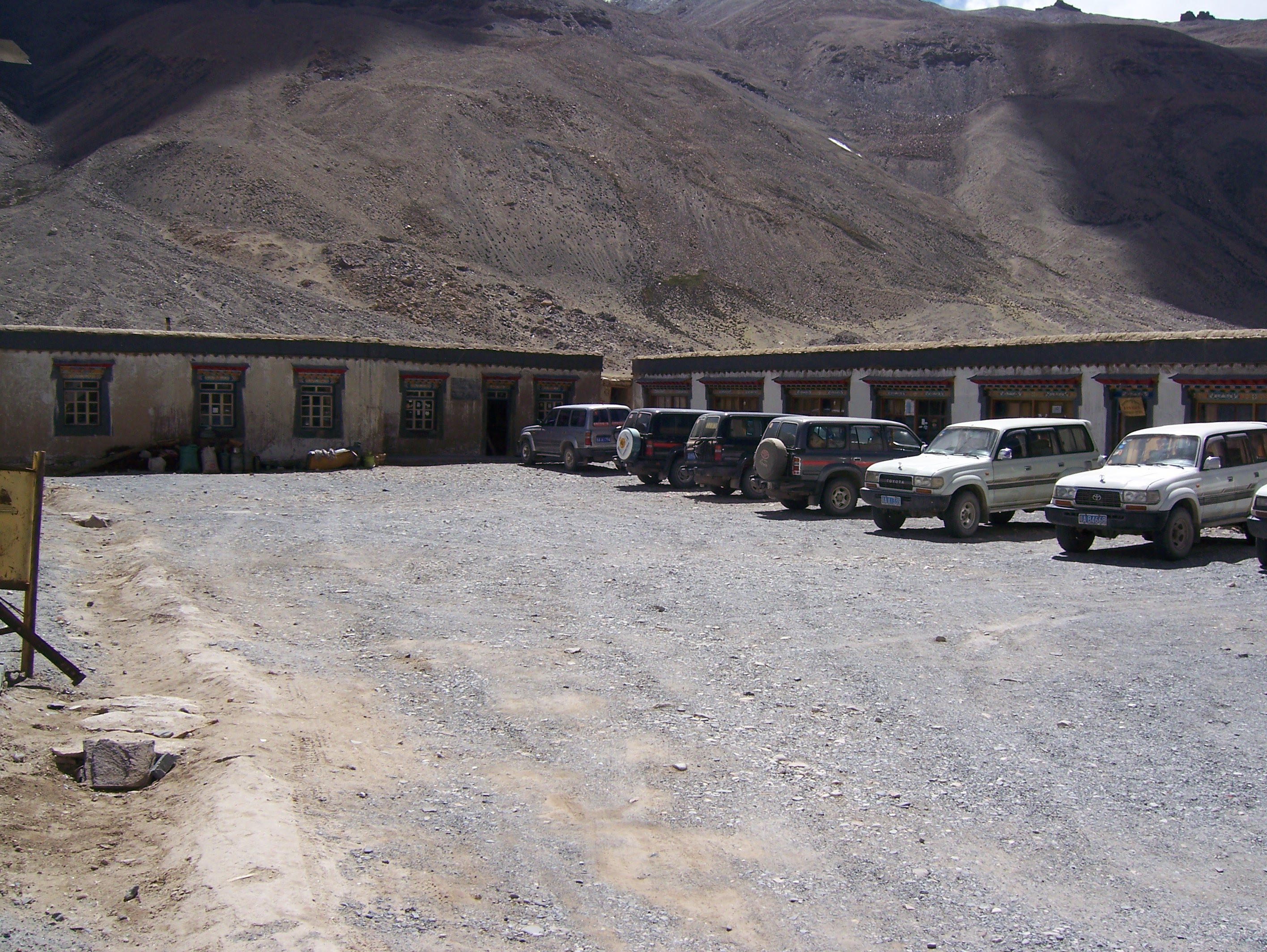
Mosteiro de Rongbuk - a casa de hóspedes
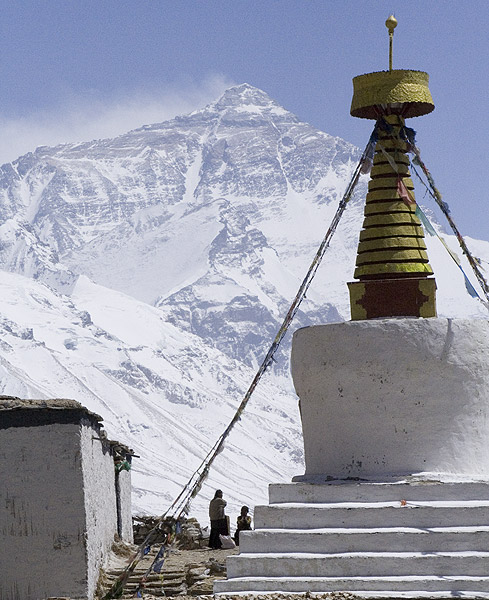
Imagem do Everest Peace Project
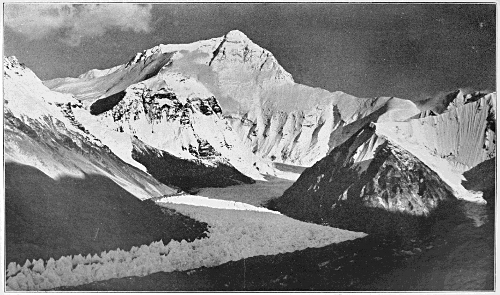
O monte Everest visto do vale de Rongbuk, 1921